# جيتا مينون
جيتا مينون (بالإنجليزية: Geeta Menon)‏ هي العميد الحادي عشر لكلية ستيرن للأعمال بجامعة نيويورك ورئيسة شركة أبراهام كراسنوف للأعمال العالمية. كانت جيتا عضوًا في كلية التسويق في جامعة نيويورك ستيرن منذ عام 1990، حيث عملت كرئيسة قسم من 2004 إلى 2008. وفي يناير / كانون الثاني 2015، أدرجت صحيفة «ذي إيكونوميك تايمز»، الصحيفة الرائدة في مجال الأعمال في الهند، مينون كواحدة من 20 امرأة هندية عالمية اعتُبرن «الأكثر تأثيراً».

## تعليمها
حصلت مينون على درجة البكالوريوس في الاقتصاد من كلية ستيلا ماريس في عام 1981، وماجستير الاقتصاد من كلية مادراس المسيحية (وكلاهما مرتبطان بجامعة مادراس)، وشهادة الدكتوراه في إدارة الأعمال من جامعة إلينوي في إربانا-شامبين في عام 1991.

## حياتها المهنية الأكاديمية
شغلت مينون العديد من المناصب في المؤسسات التجارية الرائدة، بما في ذلك أستاذة التسويق بقسم لورا وجون بومرانتز في مدرسة وارتون (2008-2010)، وأستاذ زائرة في المدرسة الهندية للأعمال (2009 - 2011)، وباحث زائرة في جامعة ستانفورد (خريف عام 2000) والمعهد الهندي للإدارة في بنغالور (ربيع عام 2000).
تُدرس مينون دورات التسويق على مستوى الدراسات العليا والجامعية وهي حاصلة على جائزة سيتي بانك للتميز في التدريس في جامعة نيويورك ستيرن. تشمل اهتماماتها البحثية الذاكرة الاستهلاكية ومعالجة المعلومات والعواطف وتأثيرها على الأحكام الاستهلاكية ومنهجية الاستقصاء وتصميم الاستبيان والإعلان عن المعلومات الصحية وتصورات المخاطر.

## البحوث والنشاط المهني
قبل توليها منصب العمادة، شغلت مينون العديد من الأدوار القيادية المهنية كعضو نشط في مجتمع أبحاث التسويق. كانت رئيسة جمعية أبحاث المستهلك (ACR) في عام 2010، وعملت في مجلس إدارة ACR كأمين للصندوق في عام 2006، وكانت الرئيس المشارك لمؤتمر ACR السنوي لعام 2004. بالإضافة إلى ذلك، عملت مينون كمحرر مشارك في مجلتين تسويقيتين هما مجلة أبحاث المستهلك (2007-11) و (2009–11)، بالإضافة إلى الخدمة في مجالس تحرير المجلات مثل مجلة علم نفس المستهلك ومجلة السياسة العامة والتسويق. وباعتبارها باحثًا، تشتهر مينون بدراستها للذاكرة الاستهلاكية، ومعالجة المعلومات والعواطف في سياقات منهجية المسح، والإعلان عن المعلومات الصحية وتصور المخاطر. تمول معاهد الصحة الوطنية الأمريكية والجمعية الأمريكية للسكري أعمالها.